# Vicente Sancho y Cobertores
Vicente Sancho y Cobertores (Petrés, 5 d'abril de 1784 - Madrid, 29 de maig de 1860) va ser un polític i militar espanyol. Va ser President del Consell de Ministres durant la minoria d'edat d'Isabel II.

## Biografia
En el Trienni Liberal del regnat de Ferran VII va ser diputat per València. Posteriorment va ser nomenat comandant militar de Múrcia i Governador militar de Cartagena. Al final del Trienni, va haver d'exiliar-se en França i Regne Unit. Es va acollir a l'amnistia de la Reina Governadora Maria Cristina de Borbó i va tornar a Espanya en 1835. Fou elegit diputat a Corts Generals pel Partit Progressista en 1836 per Castelló.
Va ser escollit President del Consell de Ministres al novembre de 1840, deixant la cartera de Governació que va portar durant uns mesos. Li va succeir Baldomero Espartero. Durant la resta del regnat d'Isabel II va repetir com a diputat en 1854 i 1856 i va ser designat senador vitalici en 1846.